# Xã Cunningham, Quận Champaign, Illinois
Xã Cunningham (tiếng Anh: Cunningham Township) là một xã thuộc quận Champaign, tiểu bang Illinois, Hoa Kỳ. Năm 2010, dân số của xã này là 41.250 người.